# درگیری ایران و اسرائیل در طول جنگ داخلی سوریه

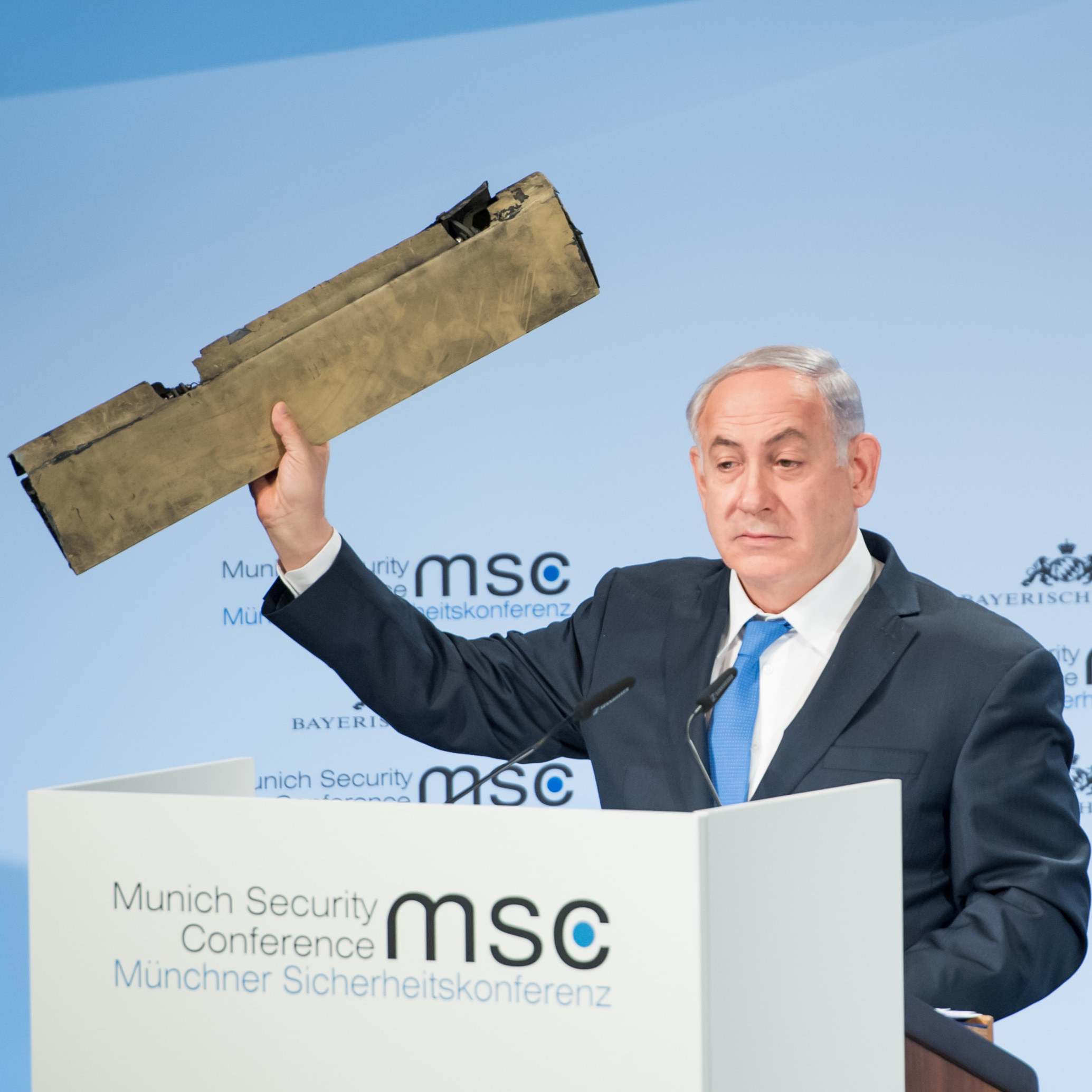
بنیامین نتانیاهو در پنجاه و چهارمین کنفرانس امنیتی مونیخ در فوریهٔ ۲۰۱۸، در حالیکه مدعی است که بخشی از یک سلاح ایرانی را در دست دارد.

درگیری ایران و اسرائیل در طول جنگ داخلی سوریه، به مقابله ایران و اسرائیل در داخل و اطراف سوریه در طول جنگ داخلی سوریه اشاره دارد. از سال ۲۰۱۱ به بعد، درگیری از یک جنگ نیابتی به رویارویی مستقیم در اوایل سال ۲۰۱۸ تغییر یافت.
بین سال‌های ۲۰۱۳ و ۲۰۱۷، اسرائیل در چندین نوبت حملاتی را به اهداف حزب‌الله لبنان و ایران در داخل خاک سوریه یا لبنان انجام داده یا از حمله به آن اهداف حمایت کرده است. یکی از اولین رویدادهای از این نوع که گزارش موثق از آن در دسترس است در ۳۰ ژانویه ۲۰۱۳ رخ داد، که هواپیماهای اسرائیلی کاروان سوری را که ادعا می‌شد سلاح‌های ایرانی را به حزب‌الله منتقل می‌کند، مورد حمله قرار دادند. ظاهراً برای این که دولت سوریه خود را موظف به انتقام‌جویی نداند، معمولاً اسرائیل از اظهار نظر در مورد این حادثه خودداری می‌کرد. سوریه برخی گزارش‌ها را در مورد درگیری‌های نیروی هوایی اسرائیل در ماه مه ۲۰۱۳، دسامبر ۲۰۱۴ و آوریل ۲۰۱۵ تأیید، و برخی دیگر را تکذیب کرد. اسرائیل به‌طور سیستماتیک از اظهار نظر دربارهٔ مورد حمله قرار دادن اهداف ادعایی حزب‌الله و حزب بعث سوریه، در داخل خاک سوریه، خودداری کرد. در سال ۲۰۱۵، شبه‌نظامیانی حمله تلافی جویانه‌ای را به نیروهای اسرائیلی در کشتزارهای شبعا انجام دادند که احتمالاً حزب‌الله بوده است. در مارس ۲۰۱۷، سوریه به سمت بخش‌های تحت کنترل اسرائیل در بلندی‌های جولان، موشک ضدهوایی شلیک کرد و ظاهراً هواپیماهای نیروی هوایی اسرائیل را که سوریه ادعا می‌کرد در راه حمله به اهدافی در پالمیرا سوریه بودند؛ مورد هدف قرار داد. پس از این حادثه، دولت اسرائیل اعلام کرد که محموله‌های تسلیحاتی به لبنان را که برای نیروهای ضداسرائیلی به ویژه حزب‌الله می‌رفته، مورد هدف قرار داده است. اسرائیل ادعای سوریه مبنی بر اینکه یک جت جنگنده سرنگون شده و یکی دیگر آسیب دیده است را رد کرد. اسرائیل پس از این حادثه هیچ خلبان یا هواپیمای مفقودی را در سوریه یا هیچ جای دیگر در خاورمیانه گزارش نکرده است. به گفته برخی منابع، این اولین بار بود که مقامات اسرائیلی به وضوح حمله اسرائیل به کاروان حزب‌الله در جریان جنگ داخلی سوریه را تأیید کردند.
تا اوایل دسامبر ۲۰۱۷، نیروی هوایی اسرائیل حداقل ۱۰۰ حمله در سوریه را تا شش سال قبل از آن تاریخ، تأیید کرد که همگی آن حمله‌ها کاروان‌های تسلیحاتی حزب‌الله و حزب بعث را مورد هدف قرار داده بودند. در سپتامبر ۲۰۱۸، نیروی هوایی اسرائیل اعلام کرد که تنها در سال‌های ۲۰۱۷ و ۲۰۱۸ بیش از ۲۰۰ حمله هوایی به اهداف ایرانی انجام داده است.

## گاه‌شمار
۲۰۱۸:
اسرائیل در فوریه ۲۰۱۸، حملات هوایی بیشتری را در سوریه انجام داد که گمان می‌رود انتقال تسلیحات به حزب‌الله را هدف قرار داده بود. متعاقباً، یک پهپاد ساخت ایران بر فراز شمال اسرائیل سرنگون شد و یک فروند F-16 نیروی هوایی ارتش در حملات تلافی جویانه با آتش ضدهوایی سوریه سرنگون شد.
روسیه و سوریه، اسرائیل را به انجام حمله هوایی در ۹ آوریل ۲۰۱۸ علیه پایگاه هوایی تیاس یا T-4 در خارج از پالمیرا، در مرکز سوریه متهم کردند. وزارت دفاع روسیه اعلام کرد که هواپیماهای اسرائیلی ۸ موشک از حریم هوایی لبنان به این پایگاه شلیک کردند که ۵ فروند از آنها توسط سامانه‌های پدافند هوایی سوریه رهگیری شد. به گفته دیده‌بان حقوق بشر سوریه، دست کم ۱۴ نفر کشته و تعداد بیشتری زخمی شدند که نیمی از آنان ایرانی بودند.
حداقل ۲۶ جنگجوی طرفدار رژیم، در حملات موشکی در ۲۹ آوریل در استان حماه در مرکز سوریه کشته شدند. به گزارش رسانه‌های دولتی ایران، ۱۸ نفر از آنها ایرانی بودند.
به گزارش روزنامه کویتی الجریده، اسرائیل در ۱۸ ژوئن ۲۰۱۸، به شبه‌نظامیان شیعه عراقی در سوریه با موافقت روسیه و آمریکا حمله کرد و ۵۲ نفر را کشت.
فعالان محلی ادعا کردند که هواپیماهای جنگی اسرائیل یک هواپیمای باری ایرانی را که در حال تخلیه در فرودگاه بود، هدف قرار دادند.
۲۰۱۹:
ارتش اسرائیل اعلام کرد که تنها از ژانویه ۲۰۱۷ تا سپتامبر ۲۰۱۸، ۲۰۲ هدف ایرانی را با استفاده از بیش از ۸۰۰ بمب و موشک بمباران کرده است که به‌طور متوسط هر سه روز یک حمله انجام شده بود آن ۲۰۲ هدف، عمدتاً محموله‌های تسلیحات پیشرفته و همچنین پایگاه‌های نظامی و زیرساخت‌های مورد استفاده سپاه پاسداران و شبه‌نظامیان نیابتی آن‌ها بودند که به گفته مقامات اسرائیل، نیروهای ایرانی را مجبور به ترک برخی از پست‌ها کرد.
در ۲۰ ژانویه، اسرائیل با حمله به اهداف ایرانی در نزدیکی دمشق و پدافند هوایی سوریه که به جت‌های مهاجم اسرائیلی شلیک کردند، تلافی کردند. دیده‌بان حقوق بشر سوریه گفت که ۲۱ نفر، از جمله ۱۲ جنگجوی ایرانی در این حملات کشته شدند.
در ۱ ژوئیه، اسرائیل به چندین هدف نظامی ایران و سوریه در خارج از دمشق و حمص حمله کرد که در نتیجه آن ۱۶ نفر، از جمله ۹ شبه‌نظامی خارجی کشته و ۲۱ نفر زخمی شدند.
در ۲۳ ژوئیه، اسرائیل مواضع نظامی و تأسیسات اطلاعاتی متعلق به ایران و شبه‌نظامیان تحت کنترل ایران را مورد حمله موشکی قرار داد که در نتیجه آن ۶ سرباز و ۳ شبه‌نظامی ایرانی کشته شدند.
در ۹ سپتامبر، هواپیماهای اسرائیلی یک انبار تسلیحات متعلق به یک شبه‌نظامی عراقی طرفدار ایران را مورد حمله قرار دادند و ۲۱ شبه‌نظامی را کشتند و تأسیسات آن را تخریب کردند.
در ۱۷ سپتامبر، هواپیماهای اسرائیلی یک انبار تسلیحات دیگر متعلق به شبه‌نظامیان عراقی طرفدار ایران را هدف قرار دادند و ۱۰ جنگجو دیگر را کشتند.
در ۱۹ نوامبر، پس از شلیک و رهگیری چهار موشک به سمت جولان تحت کنترل اسرائیل، هواپیماهای اسرائیلی به اهداف سوریه و ایران در سوریه و فرودگاه بین‌المللی دمشق که مقر فرماندهی سپاه قدس و سایر مواضع نظامی را در خود جای داده است حمله کردند. بر اساس گزارش دیده‌بان حقوق بشر سوریه (SOHR) مستقر در بریتانیا، ۲۳ نفر از جمله شانزده خارجی (به احتمال زیاد ایرانی) کشته شدند.
۲۰۲۰:
در ۶ فوریه، هواپیماهای جنگی اسرائیل در نزدیکی دمشق سوریه، موشک‌هایی شلیک کردند و ۱۵ سرباز از جمله پنج سوری و حداقل سه ایرانی کشته شدند. سوریه گفت که هشت سرباز مجروح شده‌اند.
در ۱۳ فوریه، موشک‌های اسرائیلی انبارهای ایران را بین فرودگاه بین‌المللی دمشق و «محله سیده زینب» هدف قرار دادند که باعث کشته شدن هفت سرباز شد. رامی عبدالرحمن، مدیر دیده‌بان حقوق بشر سوریه مستقر در بریتانیا، گفت که کشته‌شدگان سه سرباز سوری و چهار عضو سپاه پاسداران ایران هستند.
یک ناظر گزارش داد که در ۱۴ سپتامبر، حداقل ۱۰ شبه‌نظامی طرفدار ایران در حملات هوایی که گمان می‌رود توسط اسرائیل در شرق سوریه انجام شده است، کشته شدند.
در ۲۲ نوامبر، ۱۴ شبه‌نظامیان طرفدار ایران از ملیت‌های افغان و عراقی در جریان گلوله‌باران توسط هواپیماهایی که گمان می‌رود اسرائیلی بودند در حومه البوکمال کشته شدند
یک ناظر جنگ، روز پنجشنبه گزارش داد که در ۲۶ نوامبر، حملات هوایی که احتمالاً توسط اسرائیل انجام شده بود، دست کم ۱۹ جنگجوی شبه‌نظامی طرفدار ایران را در شرق سوریه کشت.
در ۲۵ دسامبر، هواپیماهای جنگی اسرائیل تأسیسات تسلیحاتی طرفدار ایران را در منطقه مصیاف پس از پرواز بسیار پایین بر فراز مناطقی از لبنان هدف قرار دادند. یک گروه نظارت بر جنگ گفت که حملات هوایی اسرائیل در سوریه در آن روز، حداقل شش سرباز را که در پایگاه شبه‌نظامیان طرفدار ایران در استان غربی حماه فعالیت می‌کردند، کشتند.
۲۰۲۱:
در ۱۲ تا ۱۳ ژانویه، حداقل ۱۰ حمله هوایی به کوه‌های اطراف شهر دیرالزور اصابت کرد و ۲۶ نفر، شامل ۱۴ سرباز سوری و ۱۲ شبه‌نظامی مورد حمایت ایران را کشتند. شش حمله هوایی به انبارهای اسلحه و انبارهای مهمات در صحرای البوکمال دست‌کم ۱۶ شبه‌نظامی عراقی را کشت. دو حمله هوایی انبارها را در صحرای المیادین هدف قرار دادند و ۱۵ شبه‌نظامی خارجی را کشتند. در مجموع ۱۸ حمله هوایی در استان دیرالزور، ۵۷ کشته برجای گذاشت که بالاترین آمار کشته شدگان از زمان آغاز حملات اسرائیل به سوریه تا آن زمان بود.
۲۰۲۳:
در اول ژانویه، نیروهای هوایی اسرائیل فرودگاه بین‌المللی دمشق را مورد حمله قرار دادند و آن را از کار انداختند و سه سرباز سوری و دو سرباز غیر سوری را کشتند.
در ۱۳ سپتامبر، حمله اسرائیل به طرطوس حداقل دو سرباز سوری را کشت و شش نفر دیگر را مجروح کرد.
یک حمله دیگر اسرائیل در منطقه حماه باعث خسارات مادی شد.
در ۱۲ اکتبر و پس از آغاز جنگ اسرائیل و حماس، گزارش شد که اسرائیل به باندهای دو فرودگاه بین‌المللی حلب و دمشق حمله کرده تا هواپیمای ایرانی ماهان که قصد فرود در سوریه را داشت، به تهران بازگرداند.